# Амсберг, Клаус фон
Клаус фон Амсберг (нем. Claus von Amsberg; 6 сентября 1926, Хитцаккер, Германия — 6 октября 2002, Амстердам, Нидерланды) — немецкий аристократ, муж королевы Нидерландов Беатрикс, с 1980 — принц-консорт Нидерландов, после свадьбы титуловался его королевское высочество принц Нидерландов Клаус.

## Биография
Родился в семейном поместье Дётцинген и являлся потомком маршала Нильса Турсона Билкена и его супруги графини Пори Ээвы Кустаантютяр Хорн. Его полным именем при рождении было Клаус-Георг Вильгельм Отто Фридрих Герд фон Амсберг, нем. Klaus-Georg Wilhelm Otto Friedrich Gerd von Amsberg.
С 1928 года до начала Второй мировой войны его отец жил в Танганьике. Клаус вырос в поместье своего деда в Нижней Саксонии, но в 1936—1938 годах жил в Танганьике, где обучался в интернате.
После возвращения в Германию он состоял в гитлерюгенде, а в 1944 году был призван в вермахт. В марте 1945 года Клаус был направлен в 90-ю лёгкую пехотную дивизию в Италию, но не успев принять участие в боевых действиях, попал в плен к частям армии США в Мерано.
По окончании войны Клаус фон Амсберг окончил школу в Люнебурге, получил высшее юридическое образование в Гамбурге и начал работать в дипломатических структурах ФРГ, находясь в Доминиканской Республике и Кот-д’Ивуаре. В начале 1960-х он был переведён в Бонн.
Летом 1964 года фон Амсберг познакомился с наследной принцессой Нидерландов Беатрикс на приёме в честь свадьбы княжны Татьяны Сайн-Витгенштейн-Берлебургской и ландграфа Морица Гессенского. 10 марта 1966 года в церкви Вестеркерк, несмотря на протесты многих голландцев, связанные с национальностью Клауса и его членством в гитлерюгенде, состоялась свадьба. Впрочем, впоследствии Клаус смог приобрести популярность у новых подданных. Он активно занимался общественной деятельностью. После того, как Беатрикс в 1980 года вступила на престол, он получил титул принца-консорта. У Беатрикс и Клауса родились трое сыновей:
- Виллем-Александр (род. 27 апреля 1967)
- Фризо (25 сентября 1968 — 12 августа 2013)
- Константин (род. 11 октября 1969).

Ближе к концу жизни Клаус стал страдать от сильной депрессии, у него были диагностированы рак и болезнь Паркинсона. В октябре 2002 года принц Клаус скончался и был похоронен в делфтской Ньивекерк. Это были первые государственные похороны после 1962 года, когда была погребена королева Вильгельмина.